# りばいばる
「りばいばる」は、1979年9月21日に発売された中島みゆきの7作目のシングル。

## 解説
オリコンシングルチャートでは11位ながら、30万枚以上を売り上げた。
シングルジャケットには中島の少女時代の写真が使われている。
収録曲はいずれも中島のオリジナルアルバムには未収録である。「りばいばる」は『中島みゆき THE BEST』で、「ピエロ」は『Singles』でアルバム初収録となった。
B面の「ピエロ」は俳優の根津甚八への提供曲で、同日にシングルとして発売された。
2022年11月28日にこの中島のシングルは、ヤマハミュージックコミュニケーションズにより、ジャケット画像は7インチシングル盤でデジタル・ダウンロード配信された。

## 収録曲
1. りばいばる
  - 作詞・作曲：中島みゆき、編曲：戸塚修
2. ピエロ
  - 作詞・作曲：中島みゆき、編曲：戸塚修

## 収録アルバム
- 中島みゆき THE BEST (#1)
- Singles (#1,2)

## カバー
りばいばる
- 研ナオコ（1984年、アルバム『Again』収録）
- 藤あや子（2011年、アルバム『Woman』収録）

ピエロ
- 研ナオコ（1984年、アルバム『Again』収録）